# Friedrich Christian Arnold von Jungkenn
Freiherr Friedrich Christian Arnold von Jungkenn genannt Müntzer von Mohrenstamm (* 1. Mai 1732 auf Colgenstein; † 11. November 1806 auf Schloss Hüffe) aus dem Briefadelsgeschlecht Jungkenn genannt Münzer von Mohrenstamm war Hessen-Kasselischer Oberkämmerer und Kriegsminister.

## Leben
Schon in jungen Jahren ging er zur preußischen Armee in das am 30. Januar 1842 in Wesel aufgestellte und bis 1856 dort stationierte Füsilier-Regiment seines Vetters, des späteren Generalleutnants Martin Eberhard von Jungkenn genannt Müntzer von Mohrenstamm, das später in Infanterie-Regiment Nr. 44 umbenannt wurde. Im Jahre 1743 wurde er dort Fähnrich. 1747 wurde er Secondelieutenant. Mit diesem Regiment kämpfte er im Siebenjährigen Krieg unter dem General und bisherigen Vize-Gouverneur von Wesel, dem Erbprinzen Friedrich von Hessen-Kassel. Als dieser 1760 die Landgrafschaft erbte, folgte ihm Jungkenn und wurde Hauptmann der Garde und Adjutant des Landgrafen. 1761 wurde er Major, 1762 Oberstleutnant, 1766 Oberst, 1777 Generalmajor und 1781 Generalleutnant.
In der Zeit machte er auch am Hof Karriere und wurde Oberkämmerer, und 1779 wurde er in den Kreis der Ratgeber des Landgrafen berufen. Zusammen mit Martin Ernst von Schlieffen und Wilhelm Dietrich von Wacknitz, waren sie als die Preußen-Junta bekannt.
1780 wurde er Nachfolger von Martin Ernst von Schlieffen als Staatsminister. Nach dem Tod des Landgrafen 1785 wollte er in Pension gehen, was ihm jedoch dreimal verwehrt wurde. 1789 konnte er endlich seinen Ruhesitz auf Schloss Hüffe beziehen, wo er 1806 starb.
Von seiner Korrespondenz mit den Hessischen Truppen in Amerika sind über 400 Briefe, z. B. mit dem Major Carl von Baurmeister, erhalten und eine wichtige Quelle für die Forschung.

## Familie
Jungkenn blieb unverheiratet. Seinen Besitz erbte seine Nichte, Frederike von Romberg, eine Enkelin des Generalleutnants Martin Eberhard von Jungkenn. Sie heiratete den Baron von Vely. Da Jungkenns Testament den Erhalt seines Geschlechtsnamens bestimmte, nahm das Paar den Namen von Vely-Jungkenn an. Der einzige Sohn, Friedrich von Vely-Jungkenn führte die Namenslinie fort.